# Трёстлер, Фридрих
Фридрих Трёстлер (нем. Friedrich Tröstler; 1822, Одервиц, Гёрлиц или Дрезден, Германский союз — 25 июля 1877, Дрезден) — немецкий скрипач и музыкальный педагог.
Учился в Лейпциге у Фердинанда Давида ещё до того, как тот занял кафедру скрипки в Лейпцигской консерватории. С 1840 г. жил и работал в Дрездене, первоначально служил гобоистом в военном оркестре Саксонской королевской гвардии. В 1844 г. был принят в Дрезденскую придворную капеллу скрипачом-стажёром, с 1847 г. полноправный солист капеллы и каммермузикус.
В 1855 году группа дрезденских музыкантов во главе с Трёстлером инициировала создание первой в городе консерватории, открывшейся для занятий 1 февраля 1856 года. Трёстлер, однако, не выказал себя успешным администратором и уже в 1859 г. продал учебное заведение своему коллеге Фридриху Пудору, продолжив до конца жизни карьеру солиста капеллы и руководство классом скрипки (в 1863 г., в частности, «Новая музыкальная газета» сообщала о его турне по Чехии с девятью лучшими учениками).